# Strmica (ort i Kroatien, Šibenik-Knins län)
Strmica är en ort i Kroatien.   Den ligger i länet Šibenik-Knins län, i den sydöstra delen av landet, 180 km söder om huvudstaden Zagreb. Strmica ligger 366 meter över havet och antalet invånare är 261.
Terrängen runt Strmica är huvudsakligen kuperad, men norrut är den bergig. Strmica ligger nere i en dal. Runt Strmica är det ganska tätbefolkat, med 93 invånare per kvadratkilometer. Närmaste större samhälle är Knin, 14,9 km söder om Strmica. Omgivningarna runt Strmica är en mosaik av jordbruksmark och naturlig växtlighet.